# 60 Lotniczy Pułk Szkolny

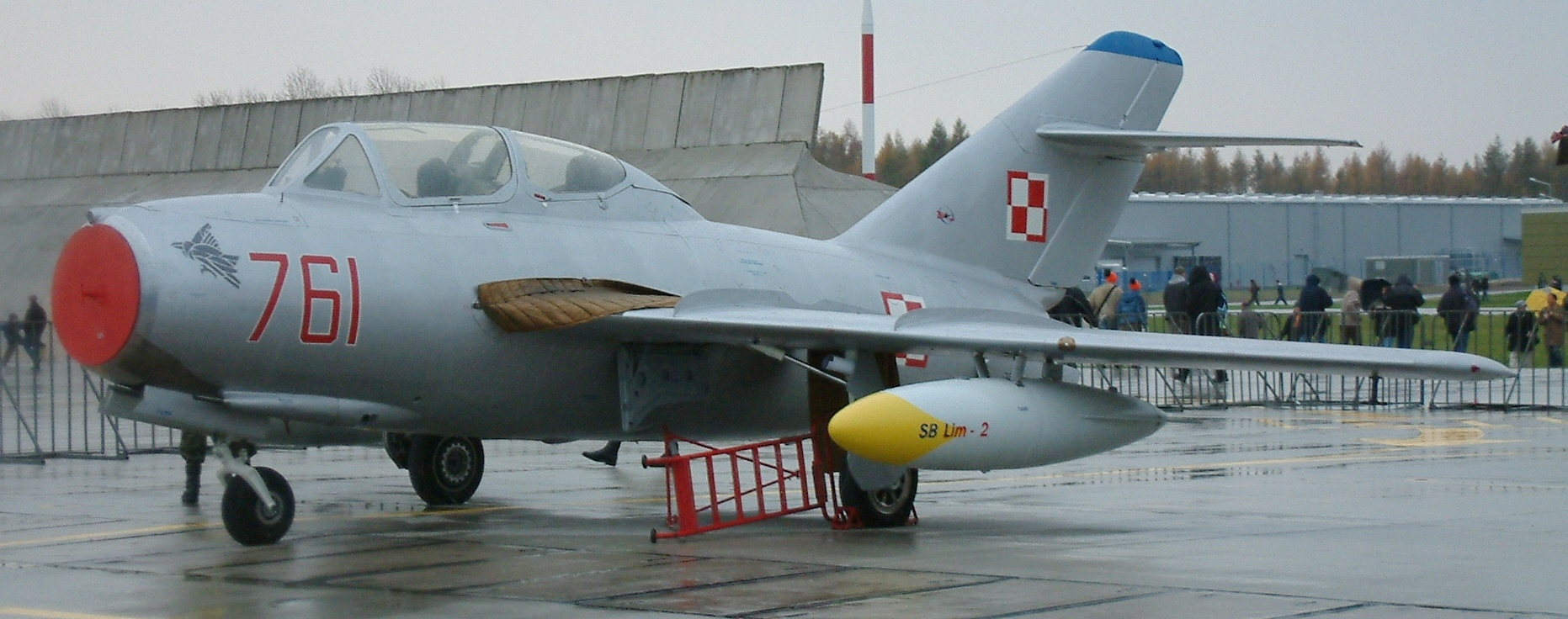
MiG-15UTI/SB Lim-2 pierwszy samolot 60 lpsz.

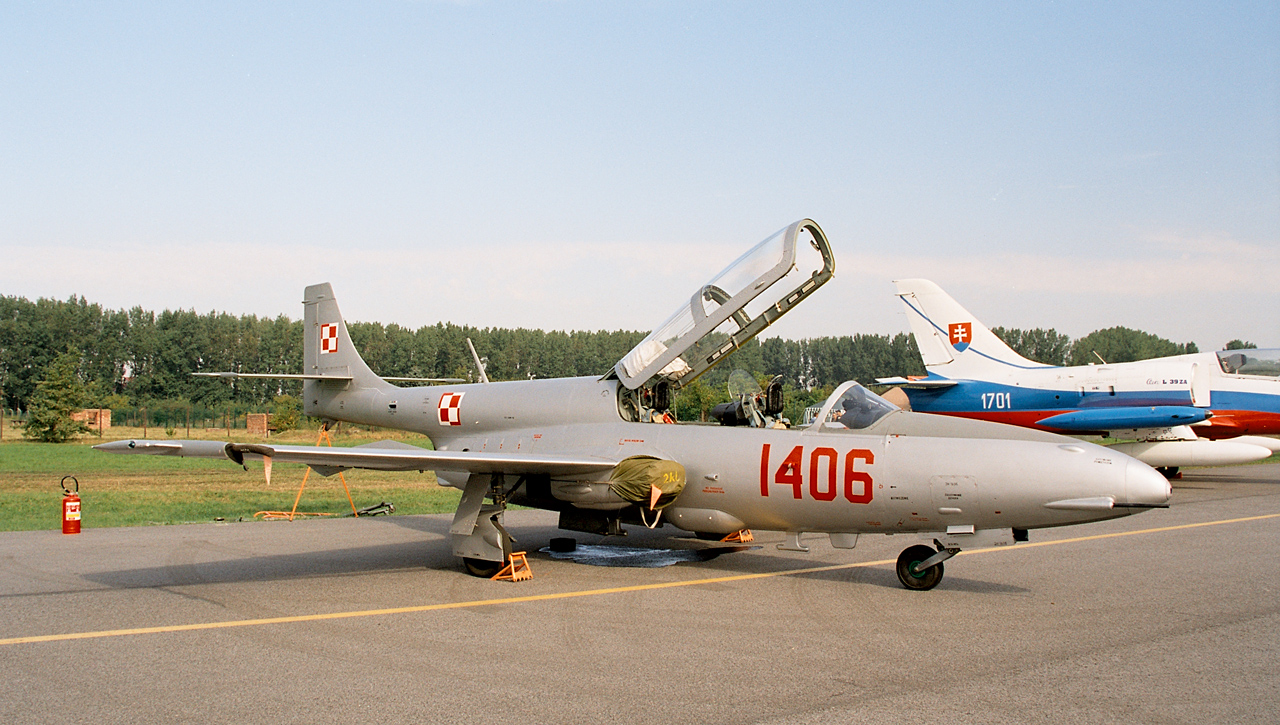
PZL TS-11 Iskra na radomskim lotnisku.

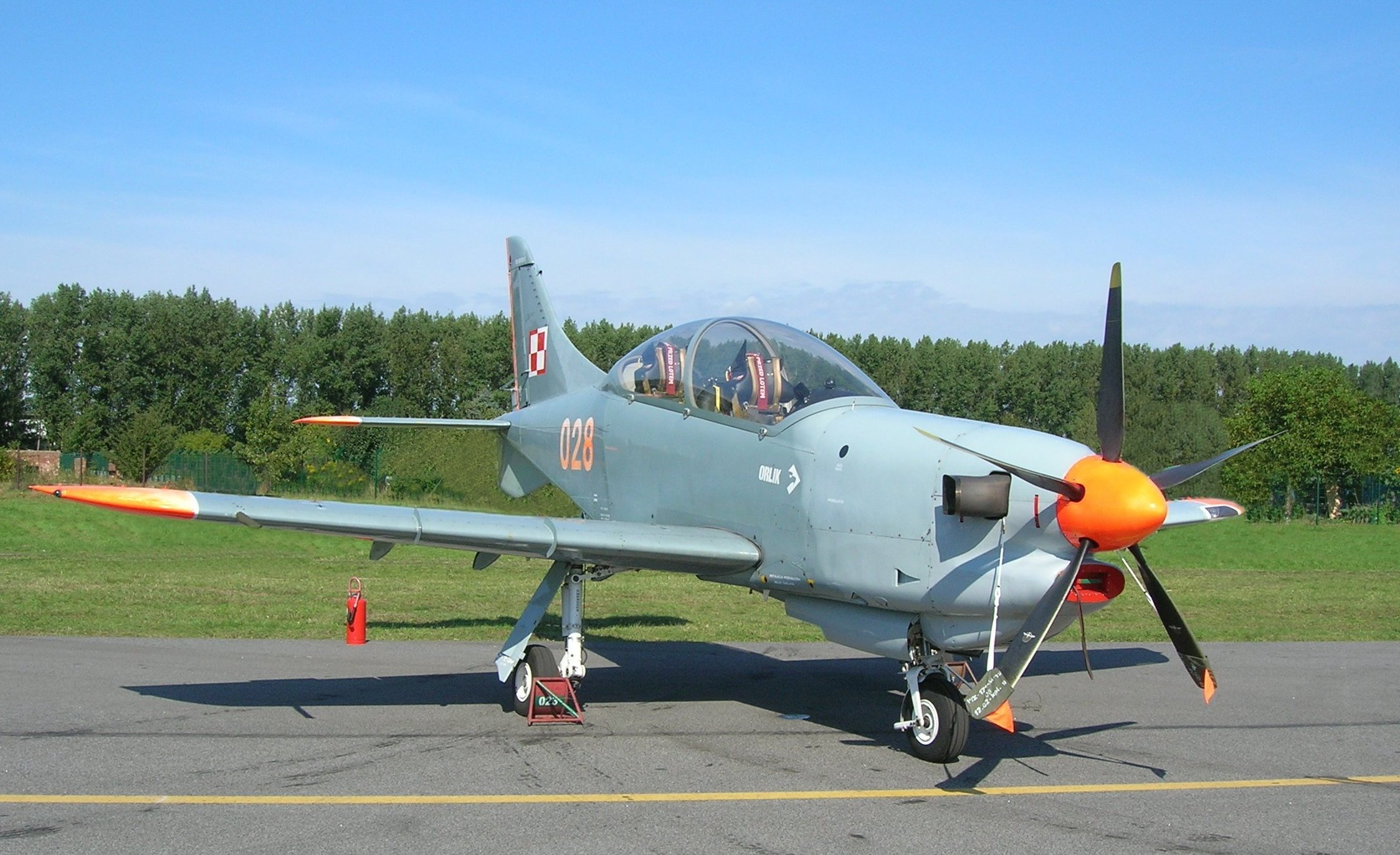
PZL-130 Orlik radomskiego pułku.

60 Lotniczy Pułk Szkolny – jednostka wojskowa stacjonująca w Radomiu od 5 lutego 1958 do 28 grudnia 2000. W jej miejsce powołano 2 Ośrodek Szkolenia Lotniczego.

## Historia
Tradycje lotnicze w Radomiu rozpoczęły się w 1927 roku. W położonej opodal miasta wsi Sadków powstało wtedy lotnisko o powierzchni 100 ha. Jako pierwsza rozpoczęła działanie Eskadra Szkolna Pilotów. W 1935 przeprowadzono pierwszą reorganizację, przemianowano jednostkę na Szkołę Pilotów Rezerwy. Dwa lata później pojawiła się Szkoła Podchorążych Rezerwy Lotnictwa. Szkolenie pilotów na podradomskim lotnisku przerwał wybuch II wojny światowej.
Po zakończeniu działań wojennych na terenie centralnej Polski, w marcu 1945 przebazowano na Sadków 15 Zapasowy Szkolny Pułk Lotniczy, a na mocy rozkazu Dowództwa Wojsk Lotniczych powstała tu Oficerska Szkoła Lotnicza nr 5, w której prowadzono szkolenie pilotów myśliwskich do 1964 roku.
W marcu 1955 r., w związku ze zmianami personalnymi w komendzie Szkoły, dowództwo 3 Eskadry objął kpt. pil. Jerzy Iwonin. 
W dniu 5 lutego 1958 decyzją Ministra Obrony Narodowej i rozkazem Komendanta Ośrodka Szkolenia Lotniczego na bazie 2 Eskadry Szkolnej Pilotażu Bojowego pod dowództwem majora M. Lipczyńskiego i 5 Eskadry Szkolnej Pilotażu Bojowego kapitana Cymbalskiego powołano do życia 60 Lotniczy Pułk Szkolno-Bojowy.
Sztandar jednostki, nadany uchwałą Rady Państwa PRL z 5 października 1960, został wręczony przez ówczesnego dowódcę Lotnictwa Operacyjnego gen. bryg. pil. Jana Raczkowskiego 29 listopada 1960. 
Szkolenie podchorążych prowadzono na dwumiejscowych samolotach MiG-15UTI i budowanych w Polsce na licencji z ZSRR myśliwcach Lim-1. Od 1960 wykorzystywano dodatkowo napędzane silnikiem tłokowym szkolno-treningowe samoloty krajowej produkcji PZL TS-8 Bies, które od 11 marca 1964 zastępowano polskimi maszynami szkolno-bojowymi PZL TS-11 Iskra. Radomska jednostka była pierwszym użytkownikiem „Iskier” w kraju, na jej barki spadło wdrożenie samolotu do eksploatacji i przeszkolenie pod okiem pilotów z PZL w Mielcu kadry instruktorskiej, a później rozpoczęcie szkolenia podchorążych.
Zarządzeniem Szefa Sztabu Generalnego WP z 8 kwietnia 1964 60 Lotniczy Pułk Szkolno-Bojowy został podporządkowany komendantowi Oficerskiej Szkoły Lotniczej im. Janka Krasickiego w Dęblinie, a zarządzeniem Szefa Sztabu Generalnego WP z 21 grudnia 1964 – przeformowany w 60 Lotniczy Pułk Szkolny.
W dniu 30 stycznia 1979 pod naporem śniegu zawalił się dach jednego z hangarów powodując zniszczenie 26 „Iskier”, co zakłóciło proces szkolenia pilotów do momentu uzupełnienia maszyn samolotami z innych pułków.
29 września 1983 rozkazem Ministra Obrony Narodowej 60 Lotniczy Pułk Szkolny przyjął imię kpt. pil. Franciszka Żwirki i inż. Stanisława Wigury.
W związku ze zlikwidowaniem 66 Lotniczego Pułku Szkolnego w Tomaszowie Mazowieckim w 1989, tamtejsze lotnisko przeszło pod dowództwo pułku radomskiego, a to umożliwiło szkolenie pilotów także na tamtym obiekcie do 1995 roku w ramach 3 eskadry szkolnej pod dowództwem ppłk dypl. pil. Zenona Mackiewicza.
W 1994 rozpoczęto przezbrajanie pułku w samoloty PZL-130 Orlik, które w ciągu kolejnych trzech lat zastąpiły TS-11 Iskry wycofane z Radomia z końcem 1997.
Dwa lata później w 1999 rozpoczęto kolejną reorganizację radomskiego pułku podległego dęblińskiej Szkole Orląt w Ośrodek Szkolenia Lotniczego. Oficjalnie 28 grudnia 2000 roku 60 Lotniczy Pułk Szkolny został zlikwidowany i zastąpiony powołanym w jego miejsce 2 Ośrodkiem Szkolenia Lotniczego. W tym samym dniu w jednym z hangarów odbyła się ceremonia pożegnania sztandaru, który został przekazany do Muzeum Wojska Polskiego. Nowy sztandar 2 OSL został wręczony podczas uroczystości przed kościołem garnizonowym w centrum miasta.

## Zespoły akrobacyjne
W dniu 16 stycznia 1969 roku powołano pierwszy wojskowy zespół akrobacyjny radomskiego garnizonu Rombik, składający się z czterech samolotów TS-11 Iskra (tego zespołu nie należy mylić z latającym na samolotach MiG-15, a noszącym tę samą nazwę, zespołem akrobacyjnym 61 lpszB z Białej Podlaskiej). Nazwa zespołu pochodziła od charakterystycznej formacji w kształcie rombu. Zespół prezentował swe umiejętności na wielu uroczystościach i imprezach poczynając od uświetnienia swą obecnością obchodów Święta Lotnictwa w Dęblinie 17 sierpnia 1971. Zespół „Rombik” prezentował swe umiejętności do 1989 z krótka przerwą w latach 1981-1984 spowodowaną stanem wojennym. W 1989 zwiększono skład zespołu do 6 maszyn zmieniając jego nazwę na Biało-Czerwone Iskry. Właśnie wtedy maszyny zostały pomalowane w charakterystyczny biało-czerwony wzór. Na skutek przekształceń w Wojskach Lotniczych nastąpiło przebazowanie zespołu do Dęblina z symbolicznym jego przekazaniem w dniu 17 czerwca 2000 roku.
Rozkazem komendanta Szkoły Orląt w Dęblinie w dniu 1 stycznia 1998 roku utworzono drugi zespół akrobacyjny pod nazwą „Orlik”, który rozpoczął treningi 15 kwietnia tego samego roku. tak jak wskazuje nazwa zespół wykorzystuje będące na stanie 60 lpsz, a obecnie 2 OSL samoloty PZL-130 Orlik. Początkowo skład zespołu stanowiło pięć maszyn, cztery do pokazów grupowych i jedna do pokazów indywidualnych. W 2001 rozszerzono skład zespołu do siedmiu maszyn, a dwa lata później do dziewięciu.

## Odznaka pułkowa
Odznakę o wymiarach 22x28 mm ma kształt rombu z biało-czerwoną szachownicą, na którą nałożono srebrnego orła z odznaki pilota. Pod jego dziobem umieszczona tarcza z herbem Radomia. Odznakę zaprojektował Jan Mruk.

## Dowódcy pułku
- ppłk dypl. pil. Feliks Skrzeczkowski
- ppłk dypl. pil. Marian Lipczyński
- ppłk dypl. pil. Stanisław Madej
- ppłk dypl. pil. Franciszek Macioła
- ppłk dypl. pil. Ryszard Olszewski
- płk dypl. pil. Ryszard Leszczyński
- płk dypl. pil. Bogusław Deja
- płk pil. dr Marek Bylinka - zarazem pierwszy dowódca 2 OSL

## Nagrody
Podczas swego istnienia 60 lpsz był wielokrotnie nagradzany. Niektóre nagrody i wyróżnienie pułku:
- Krzyż Komandorski Orderu Odrodzenia Polski
- medal "za Wybitne Osiągnięcia w Służbie Wojskowej"
- liczne puchary za bezpieczeństwo lotów.